# Краснобрюхая мартышка
Краснобрю́хая марты́шка (лат. Cercopithecus erythrogaster) — один из видов мартышек.

## Ареал
Обитает в тропических влажных лесах в низинах юга Бенина, юго-запада Нигерии и предположительно Того.

## Описание вида
На голове белая борода и бакенбарды. У самцов мех на груди и брюхе красновато-коричневый (у некоторых самцов — серый). Самки отличаются серой окраской меха на нижней стороне тела, руках и ногах.
Длина тела до 45 см, хвоста — до 60 см. Самцы весят в пределах 3,5—4,5 кг, а самки 2—4 кг. Держатся на деревьях группами по 3—4 особи, но иногда встречаются стаи до 30 животных. Самки рождают по одному детёнышу, что является одним из факторов сокращения популяции.
Питаются в основном фруктами, а также насекомыми, листьями и побегами растений.

## Природоохранный статус
Из-за узкого ареала вид является редким и занесён в Красную книгу МСОП, как находящийся в уязвимом положении. Основную угрозу его существования представляет деятельность человека, прежде всего — уничтожение лесов ради древесины и для сельскохозяйственных площадей, а также браконьерская охота из-за красивого меха.

## Подвиды
- Cercopithecus erythrogaster erythrogaster — Бенин, Нигерия, Того
- Cercopithecus erythrotis pococki — юго-западная часть Нигерии[5].